# Zefevazia cantisanii
Zefevazia cantisanii är en skalbaggsart som beskrevs av Martinez 1976. Zefevazia cantisanii ingår i släktet Zefevazia och familjen Bolboceratidae. Inga underarter finns listade i Catalogue of Life.